# Amtsgericht Lentschütz
Das Amtsgericht Lentschütz war ein deutsches Gericht der ordentlichen Gerichtsbarkeit im Bezirk des Landgerichtes Litzmannstadt mit Sitz in Lenczyca (damaliger offizieller Name: Lentschütz).

## Geschichte
Das Landgericht Litzmannstadt mit Sitz in Lodz (damaliger Name: Litzmannstadt) wurde während der deutschen Besetzung Polens 1939 mit Erlass vom 26. November 1940 als Landgericht im Bezirk des  Oberlandesgerichtes Posen gebildet. In Lentschütz wurde das  Amtsgericht Lentschütz als eines von zehn Amtsgerichten dieses Landgerichtes gebildet.
Nach Kriegsende 1945 wurde der Landgerichtsbezirk wieder unter polnische Verwaltung gestellt. Anstelle des Amtsgerichtes Lentschütz wurde das Sąd Rejonowy w Łęczycy bzw. 1950–1975: Sąd Powiatowy w Łęczycy errichtet.